# Peggy Pachy
Peggy Pachy, née le 8 janvier 1980, est une gymnaste française spécialisée en tumbling.
Aux Championnats du monde de trampoline 1999, elle est médaillée d'argent de tumbling par équipe avec Mélanie Avisse, Chrystel Robert et Mariama N'Dour. 